# Верхнечонское нефтяное месторождение
Верхнечонское нефтяное месторождение — крупное месторождение нефти и газового конденсата в Катангском районе Иркутской области России. По состоянию на 31 декабря 2010 года доказанные запасы составляли 82,2 млн т нефти и 6,9 млрд м³ газа.

## Общие сведения
Добыча нефти в 2010 году достигла 0,6 млн т.
Владелец лицензии на разработку месторождения — компания «Верхнечонскнефтегаз» (принадлежит компании «Роснефть»).
Месторождение открыто в 1978 году. Название получило по реке Чоне. 
По системе геологического нефтегазового районирования Верхнечонское месторождение расположено в пределах Непско-Ботуобинской нефтегазоносной области в составе Лено-Тунгусской нефтегазоносной провинции. В тектоническом отношении месторождение приурочено к Верхнечонскому поднятию Непского свода Непско-Ботуобинской антеклизы. Промышленные скопления нефти установлены в докембрийских отложениях, локализуясь в двух горизонтах: преображенском, представленном доломитами и верхнечонском, представленном песчаниками. Вышезалегающий нижнекембрийский карбонатный осинский горизонт содержит газоконденсат.
С 2005 года осваивалось в режиме опытно-промышленной эксплуатации. В октябре 2008 года подключено к Восточному нефтепроводу. До окончания его строительства нефть с Верхнечона шла по трубопроводу в реверсном режиме, на запад. В 2008 году месторождение введено в промышленную эксплуатацию. Общий объём инвестиций в месторождение составил не менее $1 млрд. Всего на освоении Верхнечона занято более 2 тыс. человек.
В целях выполнения программы утилизации попутного газа на Верхнечонском месторождении к 2014 году в карбонатных породах осинского горизонта на глубинах порядка 900 м планируется создать подземное газохранилище. Оно ежегодно сможет принимать около 1 млрд м³ газа, который в противном случае пришлось бы сжечь на факелах.
На январь 2022 года с начала эксплуатации на месторождении добыто более 87 млн тонн нефти.